# Passoã
Passoã är det svenska indierockbandet Cobolts tredje och sista studioabum, utgivet på CD på spanska skivbolaget B-Core Disc 2002. Året efter utgavs skivan på LP av det tyska skivbolaget Mi Amante.

## Låtlista
1. "The Iceberg"
2. "City Song"
3. "Last Minute Trip"
4. "Statutory"
5. "Rockhard"
6. "Meta"
7. "Tally Marks"
8. "Safe Within Seconds"
9. "Wild Indian Summer"

## Personal
- Daniel Berglund - slagverk
- Johannes Berglund - gitarr, synth, mixning
- Magnus Björklund - sång, gitarr, synth
- Sören Elonsson - mastering
- Sara Jonsson - bakgrundssång
- Kristoffer Larsson - bas
- Andreas Nilsson - trummor, slagverk
- Pau Santesmasses - design

### Fotnoter
1. ↑  ”Passoã”. Discogs.com. http://www.discogs.com/Cobolt-Passoa/release/2386731. Läst 3 april 2012.